# Ramus marginalis sulci cinguli
De ramus marginalis sulci cinguli  is een hersengroeve in het mediale oppervlak van de grote hersenen. Het is een zijtak van de sulcus cinguli en scheidt de voorgelegen lobulus paracentros van de achtergelegen precuneus. 